# Рамос, Хуанде
Хуа́н де ла Крус (Хуанде) Ра́мос Ка́но (исп. Juan de la Cruz "Juande" Ramos Cano; род. 25 сентября 1954, Педро-Муньос, Кастилия-Ла-Манча) — испанский футболист, тренер.

## Биография
В качестве футболиста выступал за клубы низших испанских дивизионов. Закончил игровую карьеру в 1982 году из-за травмы колена. На тренерской работе с 1992 года.
Наибольших успехов достиг, когда тренировал футбольный клуб «Севилья», который за два года под его руководством (2006—2007) выиграл два Кубка УЕФА, Суперкубок УЕФА и Кубок Испании. На тренерском мостике «Тоттенхэм Хотспур» выиграл Кубок футбольной лиги, первый для этого клуба после девятилетнего перерыва.
9 декабря 2008 заменил немца Бернда Шустера на посту главного тренера мадридского «Реала» и помог команде занять второе место в чемпионате Испании, после чего уступил место Мануэлю Пеллегрини.
10 сентября 2009 подписал контракт с московским ЦСКА. Однако уже 26 октября 2009 года контракт был расторгнут по обоюдному согласию сторон в связи с тем, что Рамос просил купить определённых игроков, но клуб не мог себе их позволить. Позже президент ЦСКА Евгений Гинер порекомендовал испанца президенту днепропетровского «Днепра» Игорю Коломойскому. 1 октября 2010 стал главным тренером «Днепра», заключив контракт на четыре года. Под его руководством «Днепр» в сезоне 2013/14 смог повторить свой лучший результат в чемпионате Украины со времен сезона 1992/93 — стать серебряным призёром турнира — и впервые попал в квалификацию Лиги чемпионов. В 2014 году покинул клуб. Летом 2016 подписал контракт с испанским клубом «Малага». Однако 22 декабря расторг контракт по собственному желанию.

## Достижения

### Командные
«Логроньес»
- Второй призёр Сегунды: 1995/96

«Райо Вальекано»
- Победитель Сегунды: 1998/99

«Севилья»
- Обладатель Кубка УЕФА (2): 2005/06, 2006/07
- Обладатель Суперкубка УЕФА: 2006
- Обладатель Кубка Испании: 2006/07
- Обладатель Суперкубка Испании: 2007
- Финалист Суперкубка УЕФА: 2007

«Тоттенхэм Хотспур»
- Обладатель Кубка футбольной лиги: 2007/08

«Реал Мадрид»
- Серебряный призёр чемпионата Испании: 2008/09

«Днепр»
- Серебряный призёр чемпионата Украины: 2013/14

### Личные
- Обладатель Приза Мигеля Муньоса: 2006/07
- Третий лучший тренер 2007 года (после Карло Анчелотти и Алекса Фергюсона) по версии Международной федерации футбольной истории и статистики (IFFHS), а также совета профессиональных футбольных судей (WPPS)

## Факты
- Рамоса увольняли из клубов на протяжении трёх лет подряд в один и тот же день — 26 октября: в 2007 году из «Севильи»[5], в 2008 году из «Тоттенхема»[6], в 2009 году из ЦСКА[7].
- Рамос трижды[источник не указан 3972 дня] сталкивался с ситуацией, когда матч, в котором его клуб вёл в счете, был остановлен из-за проблем с освещением на стадионе.
  - 7 декабря 2000 года: «Райо Вальекано» — «Локомотив» (Москва);
  - 15 сентября 2002 года: «Реал Бетис» — «Реал Мадрид»;
  - 6 октября 2013 года: «Днепр» (Днепропетровск) — «Металлист» (Харьков)